# Championnat de Tchécoslovaquie de football 1930-1931
Navigation
Saison précédente Saison suivante
La saison 1930-1931 du Championnat de Tchécoslovaquie de football est la 7e édition du championnat de première division en Tchécoslovaquie. Les huit meilleurs clubs du pays se retrouvent au sein d'une poule unique, la First League, où les formations s'affrontent deux fois, à domicile et à l'extérieur. À l'issue du championnat, pour faire passer le championnat à 9 équipes, le dernier du classement est relégué et remplacé par les deux meilleurs club de II. Liga, la deuxième division tchécoslovaque.
C'est le club du SK Slavia Prague, double tenant du titre, qui termine à nouveau en tête du classement du championnat, en devançant de trois points l'AC Sparta Prague et de six points le FC Bohemians Prague. C'est le 4e titre de champion de Tchécoslovaquie de l'histoire du club.

## Les clubs participants
| - SK Kladno - FC Bohemians Prague - SK Nachod - Promu de II. Liga - FK Viktoria Žižkov - FK Teplice - FK Meteor Prague VIII - Promu de II. Liga - SK Slavia Prague - AC Sparta Prague |

## Compétition

### Classement
Le barème utilisé pour établir le classement est le suivant :
- Victoire : 2 points
- Match nul : 1 point
- Défaite : 0 point

| Rang | Équipe                    | Pts | J  | G  | N | P  | Bp | Bc | Diff |
| ---- | ------------------------- | --- | -- | -- | - | -- | -- | -- | ---- |
| 1    | SK Slavia Prague (T)      | 24  | 14 | 12 | 0 | 2  | 48 | 14 | +34  |
| 2    | AC Sparta Prague          | 21  | 14 | 10 | 1 | 3  | 59 | 22 | +37  |
| 3    | FC Bohemians Prague       | 18  | 14 | 7  | 4 | 3  | 46 | 26 | +20  |
| 4    | FK Viktoria Žižkov        | 14  | 14 | 7  | 0 | 7  | 34 | 20 | +14  |
| 5    | SK Kladno                 | 13  | 14 | 4  | 5 | 5  | 28 | 34 | -6   |
| 6    | SK Náchod (P)             | 13  | 14 | 5  | 3 | 6  | 24 | 41 | -17  |
| 7    | FK Teplice                | 8   | 14 | 3  | 2 | 9  | 36 | 53 | -17  |
| 8    | SK Meteor Prague VIII (P) | 1   | 14 | 0  | 1 | 13 | 14 | 79 | -65  |

|  | Qualification pour la Coupe Mitropa 1931             |
|  | Relégation en II. Liga                               |
|  | (T) Tenant du titre (P) : Promu de deuxième division |

## Bilan de la saison
| Championnat de Tchécoslovaquie de football 1930-1931 |                             |
| Champion                                             | SK Slavia Prague (4e titre) |
| Coupes et trophées                                   |                             |
| Vainqueur de la Coupe de Tchécoslovaquie 1930-1931   | Non disputée                |
| Qualifications continentales                         |                             |
| Coupe Mitropa 1931                                   | SK Slavia Prague            |
| Coupe Mitropa 1931                                   | AC Sparta Prague            |
| Promotions et relégations                            |                             |
| Promus en I. Liga                                    | Cechie Karlin               |
| Promus en I. Liga                                    | Viktoria Plzen              |
| Relégués en II. Liga                                 | FK Meteor Prague VIII       |